# ما خیلی باحالیم
ما خیلی باحالیم فیلمی کمدی و به کارگردانی بهمن گودرزی و تهیه‌کنندگی رؤیا شریف محصول سال ۱۳۹۶ است.

## داستان فیلم
دو جوان که سودای بازیگری و خوانندگی را در سر می‌پرورانند به امید رسیدن به آرزویشان از شهرستان به تهران می‌آیند و در ادامه داستان دچار ماجراهای بسیار جالبی می‌شوند…

## بازیگران
| بازیگر         | نقش        |
| -------------- | ---------- |
| مهران غفوریان  | خسرو       |
| مجید صالحی     | فرهاد      |
| نیوشا ضیغمی    | سودابه     |
| بهنوش بختیاری  | کبری       |
| مریم امیرجلالی | سرمه       |
| علیرضا مسعودی  | اسد        |
| بیژن بنفشه‌خواه | آرایشگر    |
| مهران رجبی     | پدر سودابه |
| اردشیر کاظمی   |            |
| خشایار راد     |            |
| ساقی زینتی     |            |